# Escuela Tosa

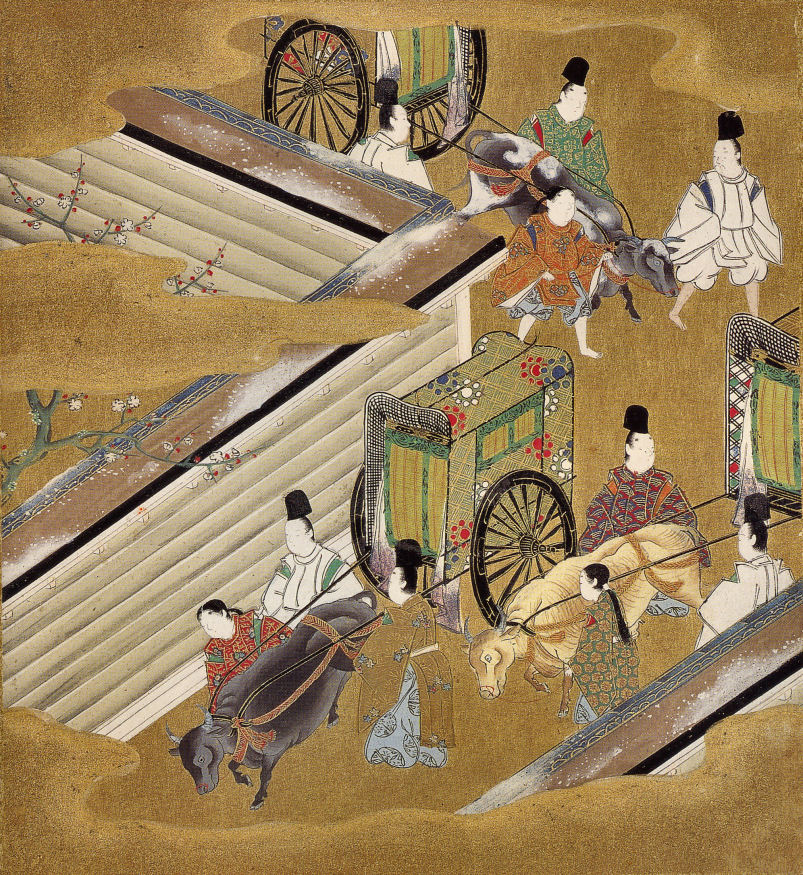
Ilustración del Genji Monogatari, de Tosa Mitsuoki.

La Escuela Tosa de pintura se desarrolló en Japón durante los períodos Muromachi (1333-1573), Momoyama (1573-1615) y Edo (1615-1868). Perteneció al estilo yamato-e («pintura japonesa»), caracterizado por su armonía y su concepción diáfana y luminosa, con colores vivos y brillantes, líneas simples y decoración geométrica, generalmente con una temática histórica o literaria, relativa a la tradición épica japonesa. 
Los orígenes de esta escuela se remontan a Tosa Yukihiro, primero en utilizar el nombre artístico de Tosa en el siglo XV. Posteriormente, la escuela fue fundada oficialmente por Tosa Mitsunobu, que fue pintor oficial en la corte imperial, especializado en temas cortesanos. Desde entonces, numerosos miembros de la escuela Tosa ocuparon el cargo de jefe de la oficina de la pintura imperial (edokoroazukari). Hasta el siglo XVII, la escuela Tosa pintó para la corte y mecenas aristocráticos, que favorecieron los temas históricos y épicos, pero en los últimos años la escuela amplió su gama temática para incluir aves y flores y otros temas inspirados en la pintura china. En general, el estilo Tosa se caracterizó por composiciones decorativas, una finos contornos, gran atención al detalle y colores brillantes.
Figuras destacadas de esta escuela fueron Tosa Mitsunobu, Tosa Mitsuyoshi y Tosa Mitsunori, mientras que en el período Edo estuvo representada principalmente por Tosa Mitsuoki.

## Artistas destacados
- Tosa Yukihiro
- Tosa Mitsunobu
- Tosa Mitsuoki
- Tosa Mitsumochi
- Tosa Mitsumoto
- Tosa Mitsuyoshi
- Tosa Mitsunori
- Tosa Mitsuzane
- Iwasa Matabei